# Cocoa Puffs
Cocoa Puffs est une marque de céréales pour le petit-déjeuner soufflées aromatisées au chocolat. Elles sont fabriquées par General Mills. Lancées en 1956, ces céréales se composent de petites billes de maïs, d'avoine et de riz aromatisées au cacao. En somme, les Cocoa Puffs sont des céréales Kix saveur chocolat. De même, les Trix ont presque toujours été des céréales Kix saveur fruits.
Les Cocoa Puffs sont commercialisées au Canada, en Amérique latine et en Europe sous la marque Nesquik, via un partenariat entre Nestlé et General Mills.

## Ingrédients
À plusieurs reprises, les boîtes de Cocoa Puffs ont prétendu être faites avec du véritable cacao Hershey's.
En décembre 2009, General Mills a annoncé son intention de réduire la quantité de sucre présente dans dix de ses céréales, dont les Cocoa Puffs, pour les porter à 10 g par portion. Ceci pourrait représenter une réduction de 25 % par rapport à la quantité originale et de 18 % par rapport à la quantité de 2009, qui était alors de 11 g par portion.

## Saveurs et variantes
Il existe une barre de céréales aux Cocoa Puffs dont la première couche se compose de lait concentré sucré déshydraté. Elle est présentée comme un substitut à un bol de lait et de céréales.
Les Cocoa Puffs Combos sont lancées durant l'été 2008 : aux céréales chocolatées habituelles viennent alors s'ajouter une variante saveur vanille. Contrairement aux Cocoa Puffs originales, la version Combos ne contient pas de véritable cacao, mais seulement une imitation artificielle.
Il existe enfin d'autres variantes, telles que les Cocoa Puffs Brownie Crunch, lancées en 2011. Ces céréales étaient présentées, sur le devant de la boîte, comme des « carrés de chocolat naturellement et artificiellement sucrés ». Elles pourraient faire leur retour d'ici l'été 2020.